# Unterwerke der Pariser Métro

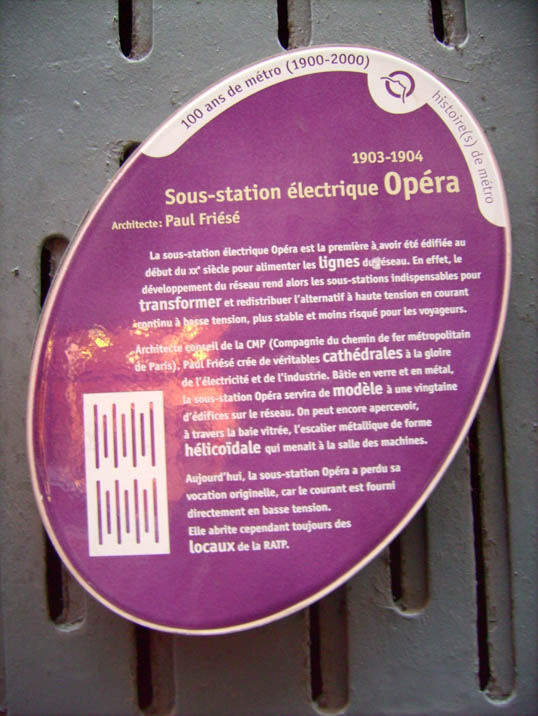
Tafel mit Erklärungen zu den Umspannwerken der Métro in Paris

Die Unterwerke (französisch sous-stations) der Pariser Métro wurden Anfang des 20. Jahrhunderts gebaut, um eine gleichmäßige elektrische Spannung für den Betrieb der Métro zu gewährleisten.

## Geschichte
Bei der Eröffnung der Linie 1 im Juli 1900 verfügte die Betreibergesellschaft Compagnie du chemin de fer métropolitain de Paris (CMP) noch nicht über ein eigenes Kraftwerk. Sie bezog ihre Energie von den drei Lieferanten Le Triphasé d’Asnières, Westinghouse und L’Air Comprimé. In den beiden Unterwerken Étoile (unterirdisch) und Bercy wurde der gelieferte dreiphasige Wechselstrom von 5000 V in Gleichstrom von 615 Volt umgewandelt.
1901 wurden das eigene Kraftwerk Usine génératrice de Bercy und weitere Unterwerke in Betrieb genommen. Der Metrounfall im Bahnhof Couronnes des Jahres 1903 zeigte jedoch u. a. die Notwendigkeit, über mehrere Quellen der Energieversorgung zu verfügen. Die Spannung des ab 1906 wieder auch von Dritten bezogenen Wechselstroms variierte zwischen 10 000 und 13 000 Volt bei einer Frequenz von 25 Hertz. Er wurde in den Unterwerken von gewaltigen Einankerumformern in den benötigten Gleichstrom überführt. 1927 wurde das einzige CMP-eigene Kraftwerk Bercy wegen zu hoher Betriebskosten wieder stillgelegt.
Ab 1903 wurden für die Compagnie parisienne de distribution d'électricité (CPDE) 26 Unterwerke gebaut, von denen der Architekt Paul Friesé über 20 errichtete. Das erste war des Unterwerk Opéra, das in einem Geschäftsviertel lag und entsprechend optisch gestaltet wurde. Inzwischen wurden 14 Unterwerke abgerissen, sieben wurden modernisiert und dienen weiterhin als solche. Die restlichen wurden zu Büro- oder Wohngebäuden umgebaut bzw. sind ungenutzt.
Folgende vier Unterwerke sind als Baudenkmal (Monument historique) geschützt:
- 1903: Sous-station Opéra, 41, rue Caumartin im 9. Arrondissement
- 1908: Sous-station Temple, 36, rue Jacques-Louvel-Tessier im 10. Arrondissement
- 1911: Sous-station Bastille, 31, boulevard Bourdon im 4. Arrondissement
- 1912: Sous-station Auteuil, 2 bis, rue Michel-Ange im 16. Arrondissement

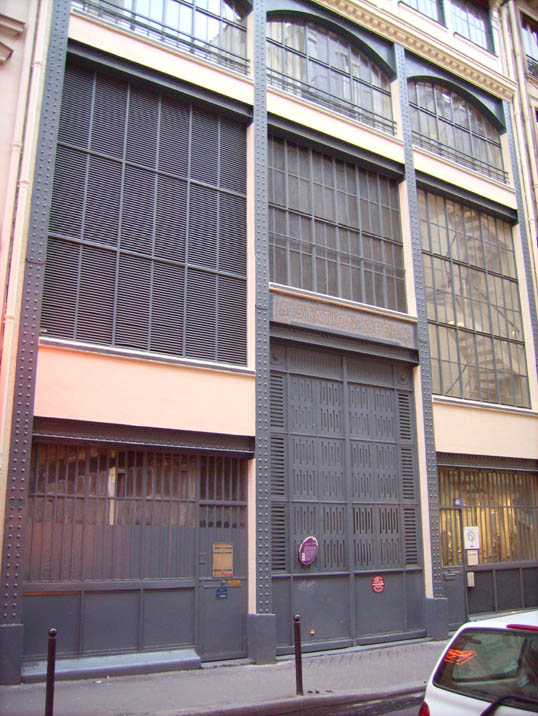
Sous-station Opéra aus dem Jahr 1903
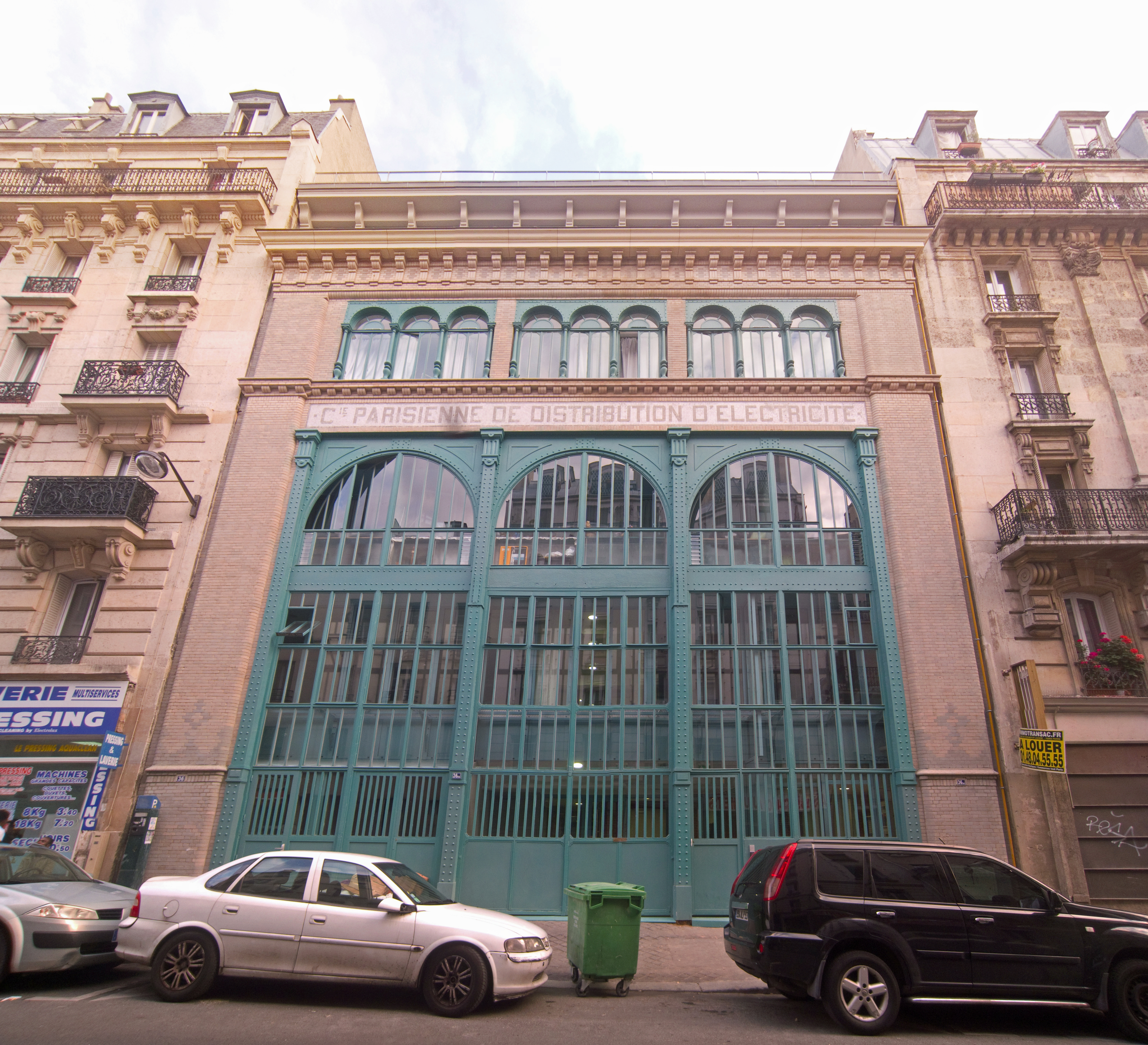
Sous-station Temple aus dem Jahr 1908
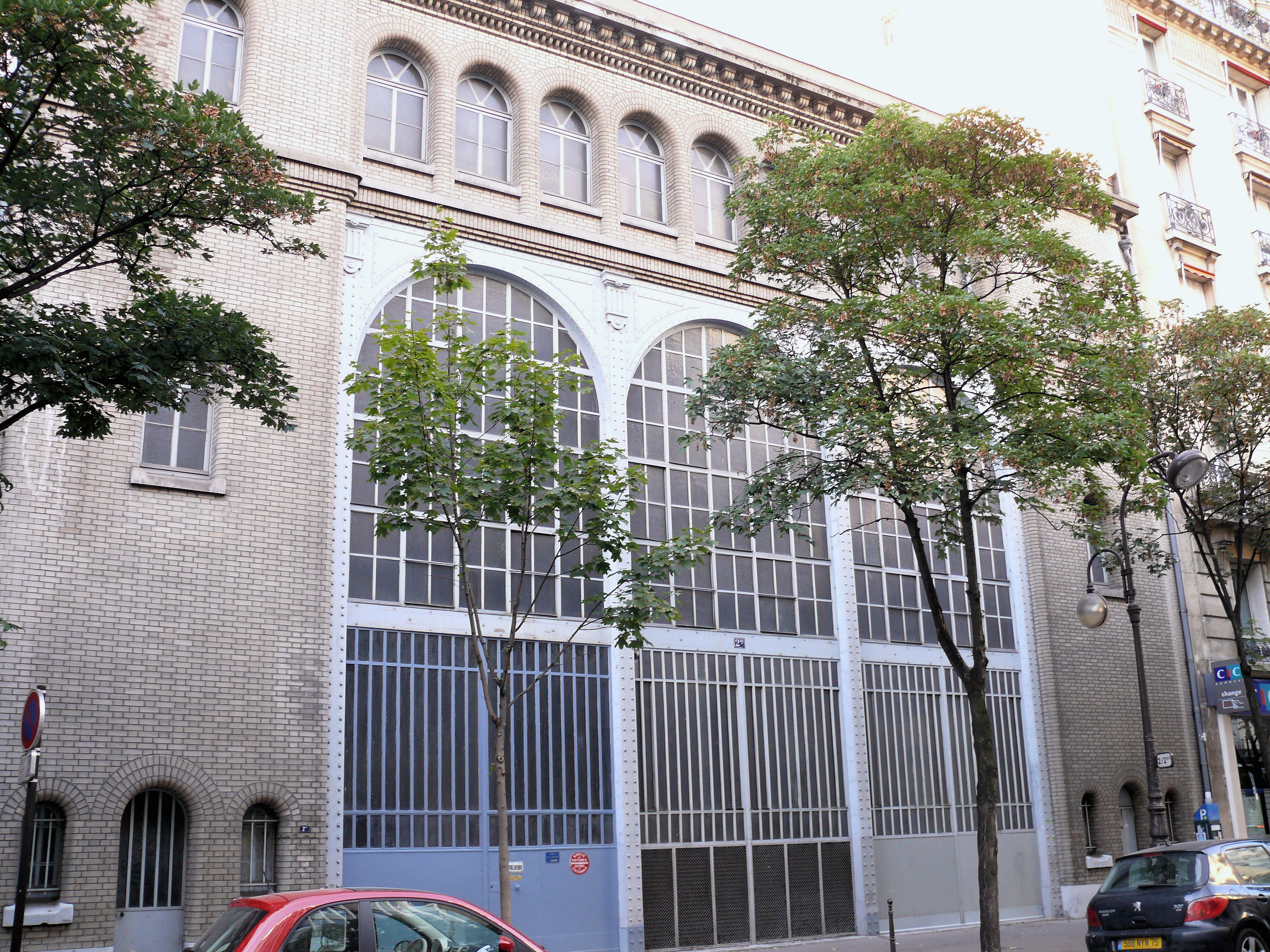
Sous-station Auteuil aus dem Jahr 1912